# Desmoscolex longiamphus
Desmoscolex longiamphus är en rundmaskart som beskrevs av Timm 1970. Desmoscolex longiamphus ingår i släktet Desmoscolex och familjen Desmoscolecidae. Inga underarter finns listade i Catalogue of Life.